# Brama Żeglarska w Toruniu
Brama Żeglarska w Toruniu – jedna z ośmiu bram Starego Miasta w Toruniu.

## Historia
Brama Żeglarska jest jedną z trzech zachowanych bram staromiejskich i jednocześnie jedną z czterech pierwotnie znajdujących się w nadwiślańskim fragmencie murów miejskich. Pozostałe to bramy: Klasztorna, Łazienna i Mostowa.
Budowę bramy prowadzącej na nabrzeże portowe rozpoczęto prawdopodobnie jeszcze w końcu XIII wieku; ukończono natomiast w połowie wieku XIV. Brama została zbudowana na planie prostokąta z czerwonej cegły. Obecnie, w murze bezpośrednio przylegającym do bramy, po obu jej stronach, znajdują się furty dla pieszych.
Początkowo były to najważniejsze ze wszystkich wrót miasta. To tu rozpoczynała się toruńska Via Regia (Droga Królewska), która prowadziła reprezentacyjną ulicą Żeglarską, obok fary śś. Janów, wschodnią pierzeją Rynku Staromiejskiego (obok ratusza Starego Miasta), ulicą Chełmińską aż do Bramy Chełmińskiej. To przed Bramą Żeglarską burmistrzowie i rada miejska witali królów i najznakomitszych gości.
Znaczenie obronne brama utraciła po zdobyciu miasta przez wojska szwedzkie Karola XII w 1703 roku.
Początkowo podobna do innych bram nadwiślańskich (Łaziennej i pierwotnej Mostowej), Żeglarska była kilkakrotnie przebudowywana. Skutkiem tych prac była niemal całkowita zmiana charakteru bramy. Jeszcze pod koniec XVIII wieku Brama Żeglarska mieściła więzienie, później zaadaptowane na pomieszczenia mieszkalne. W 1820 roku miała miejsce najpoważniejsza przeróbka. Wówczas to część bramy rozebrano, a pozostawiono pozbawione wnętrz wrota. To również w XIX wieku bramę nadbudowano o nowy hełm.

## Galeria

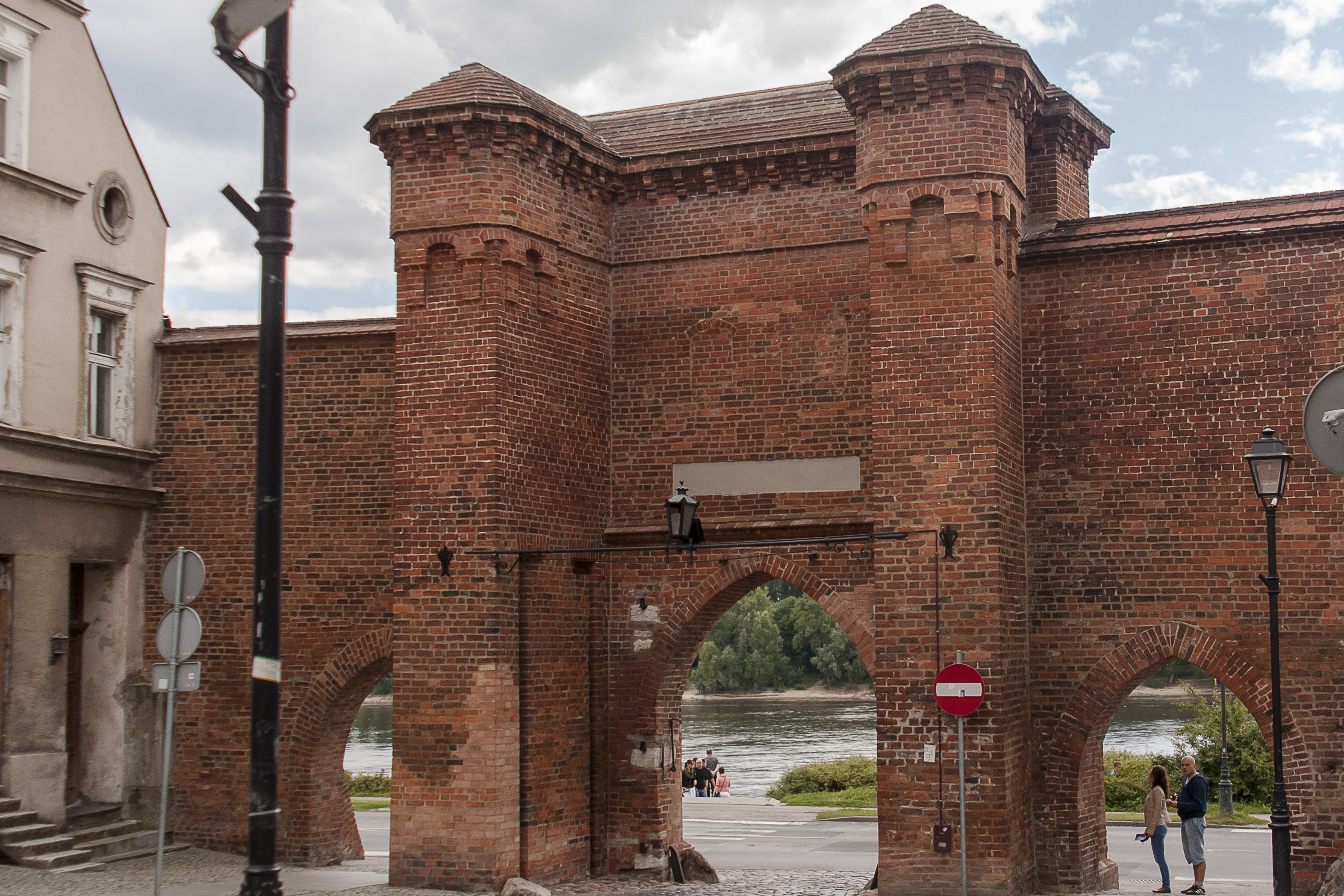
Brama od strony północnej
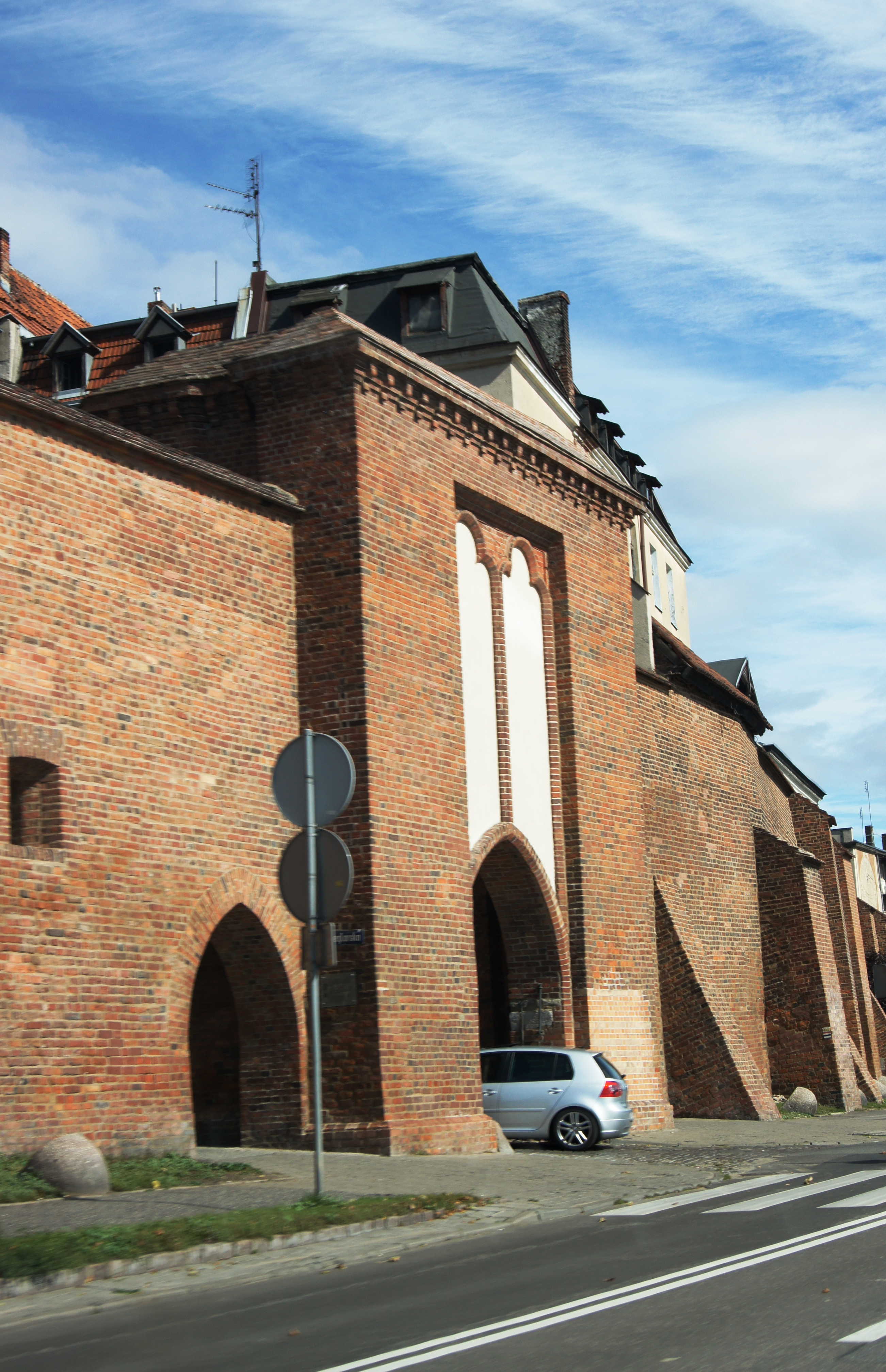
Brama od strony południowej
Ulica Żeglarska, od strony Wisły zamknięta Bramą Żeglarską